# Le Combat ordinaire (série de bande dessinée)
Pour les articles homonymes, voir Le Combat ordinaire (homonymie).
Le Combat ordinaire est une série de bande dessinée française créée par l'auteur Manu Larcenet et le coloriste Patrice Larcenet, éditée en album de 2003 à 2008 par Dargaud. La série est terminée.
Le premier tome Le Combat ordinaire a obtenu le prix du Festival international de bande dessinée d'Angoulême en 2004.

## Descriptions

### Résumé
Marco, jeune photographe se retire du monde en allant vivre à la campagne loin de tout, dans une tentative de se reconstruire.

### Personnages
Marcole personnage central de l'histoire
Émiliela vétérinaire, petite amie de Marco
Georgesle frère de Marco (Georges est un surnom, son vrai prénom n'étant jamais donné)
Naïmala femme de « Georges »
Chahidala fille de « Georges » et Naïma.
Antoine Louisle père de Marco et « Georges »
Suzanne Louisla mère de Marco et « Georges »
Maudela fille de Marco et Émilie
Adolfle chat de Marco
Pablol'ancien collègue du père de Marco au chantier naval où il travaille toujours. Il est une sorte de deuxième père pour Marco.
Bastounetl'ancien collègue du père de Marco au chantier naval où il travaille toujours. C'est un ami d'enfance de Marco et de son frère.

## Publications

### Albums
- 1 Le Combat ordinaire, Dargaud,  (ISBN 2-205-05425-2), mars 2003
Scénario et dessin : Manu Larcenet - Couleurs : Patrice Larcenet

- 2 Les Quantités négligeables, Dargaud,  (ISBN 2-205-05589-5), mai 2004
Scénario et dessin : Manu Larcenet - Couleurs : Patrice Larcenet

- 3 Ce qui est précieux, Dargaud,  (ISBN 2-205-05791-X), mars 2006
Scénario et dessin : Manu Larcenet - Couleurs : Patrice Larcenet

- 4 Planter des clous, Dargaud,  (ISBN 978-2-205-06140-6), mars 2008
Scénario et dessin : Manu Larcenet - Couleurs : Patrice Larcenet

### Intégrale
- Le Combat ordinaire, Dargaud,  (ISBN 978-2-205-06236-6), décembre 2010
Scénario et dessin : Manu Larcenet - Couleurs : Manu Larcenet et Patrice Larcenet

## Distinctions
- 2004 : Prix du meilleur album au Festival d'Angoulême 2004 pour le premier tome Le Combat ordinaire
- 2005 : Prix Tournesol et prix du jury œcuménique de la bande dessinée (Festival d'Angoulême 2005) pour le second tome Les Quantités négligeables
- 2008 :  Prix Micheluzzi de la meilleure bande dessinée étrangère pour un volume reprenant les deux premiers tomes

## Accueil critique
Après avoir reçu le Prix du meilleur album au Festival international de la bande dessinée d'Angoulême 2004, le premier tome connaît un grand succès critique et public : la série s'est, en 2011, vendue à plus de 600 000 exemplaires. Les principales qualités reconnues à l'album sont le côté touche-à-tout, posant un œil sur les petits riens de la vie et offrant en même temps au lecteur l'occasion de s'amuser tout en étant marqué par différents évènements. Les trois autres tomes ont été dessinés, mais Manu Larcenet a bel et bien terminé la série, expliquant qu'il ne lui restait plus rien à dire.

## Adaptations

### Au cinéma
Les producteurs Christophe Rossignon et Philip Boëffard de Nord-Ouest Films et le réalisateur-scénariste Laurent Tuel adaptent cette bande dessinée à l'écran, avec Nicolas Duvauchelle dans le rôle principal et Maud Wyler en Émilie, dont le tournage se déroule en Dordogne et en Bretagne à partir d'août 2014.
Le film s'intéresse aux trois premiers tomes de la série, qui correspondent aux trois chapitres du film : « Le Combat ordinaire », « Les quantités négligeables » et « Ce qui est précieux ».

### Au théâtre
L'œuvre a été adaptée au théâtre en 2012 par le metteur en scène Robert Sandoz.